# Hohe Börde
Hohe Börde is een gemeente in de Duitse deelstaat Saksen-Anhalt, en maakt deel uit van de Landkreis Börde.
Hohe Börde telt 18.707 inwoners.

## Indeling gemeente
De gemeente bestaat uit de volgende Ortsteile:
- Ackendorf met Glüsig
- Bebertal met Kuhlager
- Bornstedt
- Eichenbarleben met Mammendorf
- Groß Santersleben
- Hermsdorf
- Hohenwarsleben
- Irxleben
- Niederndodeleben met Schnarsleben
- Nordgermersleben met Brumby en Tundersleben
- Ochtmersleben
- Rottmersleben
- Schackensleben met Klein Santersleben
- Wellen

Altenhausen ·
Am Großen Bruch ·
Angern ·
Ausleben ·
Barleben ·
Beendorf ·
Bülstringen ·
Burgstall ·
Calvörde ·
Colbitz ·
Eilsleben ·
Erxleben ·
Flechtingen ·
Gröningen ·
Haldensleben ·
Harbke ·
Hohe Börde ·
Hötensleben ·
Ingersleben ·
Kroppenstedt ·
Loitsche-Heinrichsberg ·
Niedere Börde ·
Oebisfelde-Weferlingen ·
Oschersleben (Bode) ·
Rogätz ·
Sommersdorf ·
Sülzetal ·
Ummendorf ·
Völpke ·
Wanzleben-Börde ·
Wefensleben ·
Westheide ·
Wolmirstedt ·
Zielitz